# پروژه آمار زن

آرم پروژه

پروژه آمار زن (به انگلیسی: WomanStats Project) یک پروژه تحقیقاتی و دیتابیس با بودجه کمک‌های اهدایی است که در دانشگاه بریگام یانگ در ایالت یوتا کشور آمریکا مستقر شده و «تلاش می‌کند داده‌های آماری دقیق از وضعیت زنان در سراسر جهان را جمع‌آوری کرده و آنها را با داده‌های منتشره از سازمان‌های امنیتی ایالت‌ها مرتبط کند.» بانک اطلاعاتی آمار زن جامع‌ترین مجموعه اطلاعات مربوط به وضعیت زنان در جهان را داراست. به دلیل کدگذاری ارتباطی اطلاعات و کلیدواژه‌ها مناسب برای یافتن راحت اطلاعات کمی و کیفی در مورد بیش از ۳۰۰ شاخص وضعیت زنان در ۱۷۴ کشور با حداقل ۲۰۰۰۰۰ نفر جمعیت، و مصاحبه‌های تخصصی انجام شده. در پایگاه داده آنلاین رایگان در دسترس همه قرار دارد.

## تاریخ و ساختار
پروژه آمار زن به دنبال انتشار مقاله‌ای آغاز شد که دکتر والری ام. هادسون (از گروه علوم سیاسی دانشگاه بریگام یانگ) و یکی از دانشجویان تحصیلات تکمیلی او، آندره دن بوئر، که در امنیت بین‌الملل دربارهٔ ارتباط بین امنیت ملی و نسبت غیرطبیعی جنسیت در آسیا نوشته بودند. هادسون و دن بوئر پس از موفقیت و تأثیر مقاله اول خود، (این مقاله به عنوان یکی از بیست مقاله برتر امنیت ملی آن مجله در همه دوران‌ها انتخاب شد) تحقیقات بیشتری در مورد ارتباط بین وضعیت زنان و امنیت ملی انجام دادند، اما متوجه گردید، هیچ پایگاه داده‌ای که طیف وسیعی از موضوعات مورد نیاز برای تحقیقات در مورد زنان را پوشش دهد، وجود ندارد. در نتیجه، آنها شروع به جمع‌آوری اطلاعات در مورد متغیرهای مختلف مربوط به وضعیت زنان در سراسر جهان کردند.
این پایگاه داده به‌طور رسمی در سال ۲۰۰۱ تشکیل شد و سپس با اضافه کردن متغیرهای بیشتر رشد چشمگیری داشت. داده‌های این پروژه در ژوئیه ۲۰۰۷ در اینترنت در دسترس همه قرار گرفت. محققان اصلی عبارتند از: والری هادسون (روابط بین‌الملل)، بانی بالیف-سپانویل (روانشناسی، ممتاز) و چاد اف امت (جغرافیا) همه از دانشگاه بریگام یانگ، مری کاپریولی از دانشگاه مینه سوتا، دالوت (روابط بین‌الملل)، رز مک درموت از دانشگاه براون (روابط بین‌الملل)، آندره دن بوئر از دانشگاه کنت در کانتربری در انگلستان (روابط بین‌الملل) و S. متیو استیرمر از دانشگاه ایالتی اوهایو (جامعه‌شناسی؛ دانشجوی دکترا).
تقریباً دوازده دانشجوی کارشناسی و کارشناسی ارشد در دانشگاه بریگام یانگ و دانشگاه ای اند ام تگزاس (Texas A&M University) به شکل متغیر به عنوان تحلیلگر و کد نویس، اطلاعات این پروژه کار می‌کنند. تحلیل داده‌ها که به شکل کمی و کیفی و بصورت خام جمع‌آوری شده از گزارش‌های دولت، مقالات خبری، مقالات پژوهشی و غیره را در بر می‌گیرد و آنها اطلاعات قابل استفاده در مورد زنان را دسته‌بندی می‌کنند. همچنین ممکن است مقیاس‌هایی را که توسط محققان اصلی تهیه شده‌اند یا خود آنها (دانشجویان) تهیه کرده‌اند، پیاده‌سازی کنند.

## پایگاه داده
از فوریه ۲۰۱۱، این پایگاه داده دارای ۳۰۷ متغیر است، ۱۷۴ کشور با جمعیت بیش از ۲۰۰۰۰۰ نفر را پوشش می‌دهد، هم‌چنین از ۱۸٬۰۱۵ منبع استفاده می‌کند و بیش از ۱۱۱٬۰۰۰ داده فردی را شامل می‌شود. همه داده‌ها به منابع اصلی ارجاع می‌شوند. هر متغیری اطلاعاتی برای همه کشورها ندارد. همچنین، همه کشورها اطلاعاتی برای هر متغیر ندارند: به‌طور کلی، حدود ۷۰٪ از ترکیبات متغیر کشور دارای اطلاعات هستند. این مشکل از آنجاست که کدگذاری پایگاه داده در مواردی وجود دارد که اطلاعات در دسترسی موجود نیستند یا ناقص هستند، یا متغیرها توسط دولت‌ها یا سازمان‌های بین‌المللی جمع‌آوری و گزارش نمی‌شوند. در بعضی مواقع، اطلاعات جمع‌آوری شده از منابع مختلف ممکن است متناقض باشد، و پایگاه داده پروژه آمار زن این اطلاعات متناقض را برای اهداف مثلث بندی ثبت می‌کند.

## کاربران و نقش پایگاه داده
این پایگاه داده به منظور کمک به به روز رسانی اطلاعات موجود در مورد وضعیت زنان در سراسر جهان است. داده‌ها و تحقیقات WomanStats توسط سازمان ملل متحد، وزارت دفاع ایالات متحده آمریکا، آژانس اطلاعات مرکزی و بانک جهانی بررسی یا استفاده شده‌است. همچنین داده‌ها و تحقیقات آنها توسطکمیته روابط خارجی سنای ایالات متحده آمریکا در تهیه قانون بین‌المللی خشونت علیه زنان مورد استفاده قرار گرفت.
شبکه بین آژانس زنان و برابری جنسیتی (IANWGE) سازمان ملل متحد اعلام کرده‌است که پروژه WomanStats «یک شکاف بزرگ در دسترسی به داده‌ها در مورد زنان را پر کرد» (۲۰۰۷).